# Collapse of Light (Band)
Collapse of Light ist eine 2010 gegründete Funeral-Doom-, Atmospheric-Doom- und Gothic-Metal-Band.

## Geschichte
Die Anfänge von Collapse of Light liegen in einem Nebenprojekt der portugiesischen Band Before the Rain, das jedoch erst durch die Kooperation mit Natalie Koskinen von Shape of Despair weitere Form annahm.
Koskinen trat als Gast-Sängerin auf Frail von Before the Rain auf und beide Gruppen veröffentlichten im Jahr 2011 eine Split-EP. Mit dem 2018 über Rain Without Ende Records, einem Subunternehmen von Naturmacht Productions erschienenen Each Failing Step kam die Kooperation zu einer gemeinsamen Veröffentlichung.
Zur Aufnahme des Debüts bestand die Band aus den Gitarristen Carlos Monteiro und Gonçalo Brito, dem Bassist Jorge Rocha sowie dem Gesangsduo Carlos D’Agua und Natalie Koskinen. Der ehemalige Sänger von Lethian Dreams D’Agua schrieb auch die Texte des Debüts.
Die Resonanz auf Each Failing Step fiel positiv aus. Das Album weise „kleinere Mängeln in Sachen Produktion und“ Gesang auf, sowie zu Wenig Abwechslung schrieb Christian Denner für Metal1.info. Weitere Rezensionen lobten das Album beinah ohne Einschränkungen. Trotz eines Hauchs von Kitsch in einigen Stücken gerate das Album nicht zu einer „Gratwanderung zwischen Kitsch und Kunst“ schrieb Peter Mildner für Metal.de. Als besonders gelungen und emotional wurde das Album für Bleeding4Metal und Angrymetalguy gelobt.

## Stil
Collapse of Light spielt auf dem Grad zwischen Funeral Doom, Atmospheric Doom und Gothic Metal mit „aristokratisch würdevoller Art“ die Saturnus und Black Wreath ähnele.
Von sphärischen „Ambient-Klängen“, zurückhaltendem Gitarrenspiel und Streicherklängen intoniert präsentiert die Band den auf die schwelgerisch melancholische Stimmung hin ausgerichteten Atmospheric Doom. Langsame Riffs, Schlagzeugrhythmen, Streicher- und Orgelklänge bieten dem The-Beauty-and-the-Beast-Gesangsduo einen Hintergrund, um mit „männlichen Growls, weiblicher Todesengelstimme und tieftraurig-vereinsamten monologischen Sprechpassagen“ Akzente zu setzen.

## Diskografie
- 2018: Each Failing Step (Album, Rain Without Ende Records)